# Gunnar Rosengren

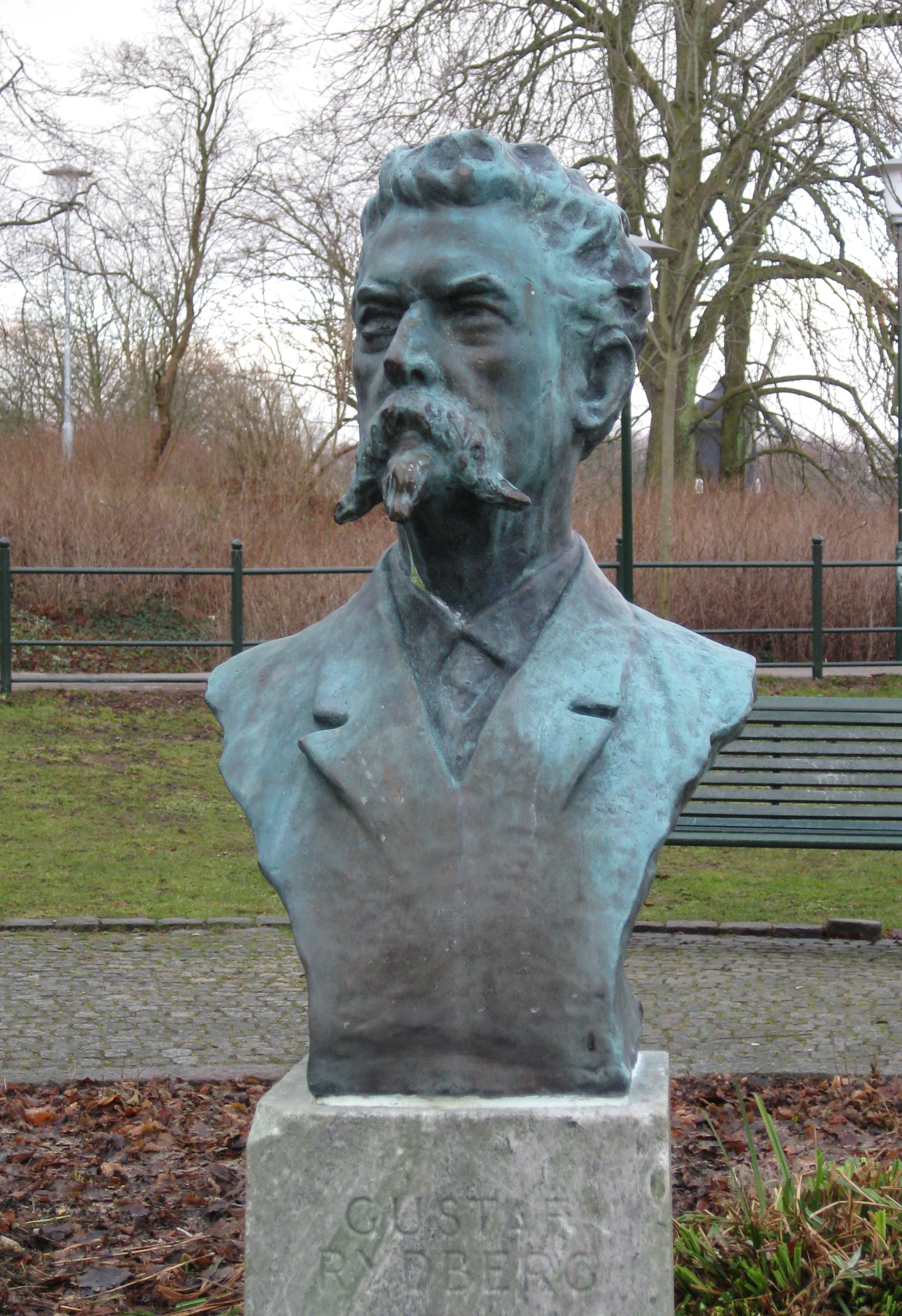
Byst av konstnären Gustaf Rydberg i Kungsparken i Malmö, gjuten av Gunnar Rosengren

Gunnar Rudolf Rosengren, född 4 september 1889 i Hyllie, död 30 december 1964 i Limhamn, var en svensk konstgjutare.
Han var son till Julius Nikolaus Rosengren och Maria Rosengren och från 1916 gift med Ida Elvira Rosengren. Rosengren studerade gjutningsteknik i Berlin och Paris. Han har gjutit ett flertal skulpturer efter andra konstnärers förlagor bland annat till Stockholms slott, torgbrunnen i Kalmar och Gustaf Rydberg i Malmö. Makarna Rosengren är begravda på Limhamns kyrkogård.